# Медін Жега
Медін Жега (алб. Medin Zhega, 31 січня 1946, Шкодер — 12 червня 2012) — албанський футболіст, що грав на позиції нападника, зокрема за національну збірну Албанії. По завершенні ігрової кар'єри — тренер.

## Клубна кар'єра
Народився 31 січня 1946 року в Шкодері. Вихованець футбольної школи місцевого клубу «Влазнія». Дорослу футбольну кар'єру розпочав 1962 року в основній команді того ж клубу.
Більшу частину ігрової кар'єри провів виступаючи за рідну команду, у складі якої зокрема тричі вигравав національну футбольну першість Албанії. Завершив виступи на футбольному полі у 1978 році.
Крім того, двічі, у 1964–1970 та 1975–1976 роках, грав за «Динамо» (Тирана), з яким ще двічі виборював титул чемпіона Албанії. Зокрема у сезоні 1966/67 допоміг динамівцям виграти чемпіонат, забивши 19 голів і ставши таким чином найкращим бомбардиром турніру.

## Виступи за збірну
1965 року дебютував в офіційних матчах у складі національної збірної Албанії.
Загалом протягом семирічної кар'єри в національній команді провів у її формі 9 матчів, забивши два голи.

## Кар'єра тренера
Розпочав тренерську кар'єру невдовзі по завершенні кар'єри гравця, 1980 року, очоливши тренерський штаб рідної «Влазнії».
Згодом протягом 1982–1992 років працював на різних допоміжних посадах у тренерському штабі національної збірної Албанії. Пізніше, у 2000–2001 роках, був головним тренером національної команди.
На початку 2000-х також встиг попрацювати із косовською «Приштиною» та македонською «Шкендією».
Помер 12 червня 2012 року на 67-му році життя.

## Титули і досягнення

### Як гравця
- Чемпіон Албанії (5):

«Влазнія»: 1971-1972, 1973-1974, 1977-1978
«Динамо» (Тирана): 1966-1967, 1975-1976
- Володар Кубка Албанії (1):

«Влазнія»: 1971-1972

### Як тренера
- Володар Кубка Албанії (1):

«Влазнія»: 1980-1981

### Особисті
- Найкращий бомбардир чемпіонату Албанії (1):

1966-1967 (19 голів)